# Blecua y Torres
Blecua y Torres – gmina w Hiszpanii, w prowincji Huesca, w Aragonii, o powierzchni 36,2 km². W 2011 roku gmina liczyła 219 mieszkańców.